# Pop delavnica 1993
XI. in zadnja Pop delavnica je potekala 26. junija 1993 v Sežani, natančneje v avditoriju Kulturnega centra Srečka Kosovela. Vodil jo je Janko Ropret. Organiziral jo je Radio Slovenija skupaj s sponzorjem diskoteko Titanic.

## Tekmovalne skladbe
Izborna žirija je izmed 55 prispelih na razpis izbrala 16 skladb.
| #   | Izvajalec                | Naslov pesmi                |
| --- | ------------------------ | --------------------------- |
| 1.  | Regina                   | Srečo ti želim              |
| 2.  | Društvo mrtvih pesnikov  | Ko prižgeš nov dan          |
| 3.  | Dominik Kozarič          | Vsaj nekaj                  |
| 4.  | Šank rock                | Puščava sna                 |
| 5.  | Agropop                  | Lisičke                     |
| 6.  | Alenka Vidrih & Rose     | Vsak zase                   |
| 7.  | Hiša                     | Srečna mesta                |
| 8.  | Don Mentony Band         | Marjetka                    |
| 9.  | Jan Plestenjak           | Naj stvari so tri           |
| 10. | Rdeči baron              | Maske                       |
| 11. | Spin                     | Objemi me                   |
| 12. | Pavle Kavec & prijatelji | Stanovanje je ta svet       |
| 13. | Mika                     | Ob tebi sem tudi, ko te ni  |
| 14. | Avtomobili               | Nazaj                       |
| 15. | Miha Stabej              | Nisem nor in ne hudoben tip |
| 16. | Amadeus                  | Vrni se                     |

Kot gostje so nastopili Šank rock, 1x Band, Sedem veličastnih (Benč, Predin, Jurak, Klinar, Mežek, Zmazek; manjkal je Lovšin), Chateau in California.

## Nagrade
Nagrada strokovne žirije
- Ko prižgeš nov dan − Društvo mrtvih pesnikov

Nagrada radijskih postaj
- Nazaj − Avtomobili

Nagrada občinstva
- Lisičke − Agropop
- Puščava sna − Šank rock

Nagrada za najobetavnejšega debitanta
- Dominik Kozarič (Vsaj nekaj)

Nagrada za izvajalca z najsodobnejšim zvokom
- Jan Plestenjak (Naj stvari so tri)